# 拉瓦什里
拉瓦什里（法語：La Vacherie，法語發音：[la vaʃʁi]）是法国厄尔省的一个市镇，属于莱桑德利区。该市镇总面积7.63平方公里，2009年时的人口为553人。

## 人口
拉瓦什里人口变化图示